# Тоодсі (Міссо)
Тоодсі (ест. Toodsi, також Тоотсі, Тутшино) — село в Естонії, входить до складу волості Міссо, повіту Вирумаа.